# Eilika
Eilika ist ein weiblicher Vorname, der aus dem Niederländischen stammt. Der Name ist eine Verkleinerung von Namen mit den althochdeutschen Elementen agi = „Schrecken“ und ecka = „Schwertkante“.

## Verbreitung
In Deutschland kommt der Name seit 2005 in der Namensgebung vor, jedoch wird er selten vergeben. In den letzten 10 Jahren wurden rund 20 Mädchen so genannt. Ebenfalls kommt der Name in Ostfriesland vor.

## Namensträgerinnen
- Eilika (Sachsen) (1081–1142), Gräfin von Ballenstedt
- Eilika von Schweinfurt (um 1005–1059), bayrische Adelige
- Beatrix Amelie Ehrengard Eilika von Storch (* 1971), deutsche Politikerin